# El Cañavate
El Cañavate – gmina w Hiszpanii, w prowincji Cuenca, w Kastylii-La Mancha, o powierzchni 36,1 km². W 2011 roku gmina liczyła 163 mieszkańców.